# Torres Vedras
Torres Vedras (prononciation: /ˈtoʁɨʒ ˈvɛðɾɐʃ/) est une grande ville (cidade) portugaise dans le district de Lisbonne, située dans le sous-région de l'Ouest, dans l'Ouest et Vallée du Tage, avec près de 25 000 habitants, pour un total approchant les 80 000 sur le territoire de la municipalité.
L'engagement de la ville en faveur d'un développement urbain respectueux de l'environnement lui a valu en 2016 le premier Prix de la Feuille verte décerné par la Commission européenne, aux côtés de la ville espagnole de Mollet del Vallès.

## Histoire
Le 22 décembre 1846, pendant la guerre civile de la Patuleia, José Travassos Valdez, comte de Bonfim, qui conduit contre Lisbonne des troupes levées par la Junte de Porto, est battu à Torres Vedras et fait prisonnier par l'armée loyaliste menée par João Oliveira e Daun, duc de Saldanha.

## Économie
L’économie municipale est basée sur les activités agro-pastorales, la sylviculture, l’industrie alimentaire, le commerce de détail, les industries textile et graphique, les serrureries, les services privés (panneaux et assurances), publics, et tous les secteurs du tourisme (restauration et hôtellerie).

## Localisation

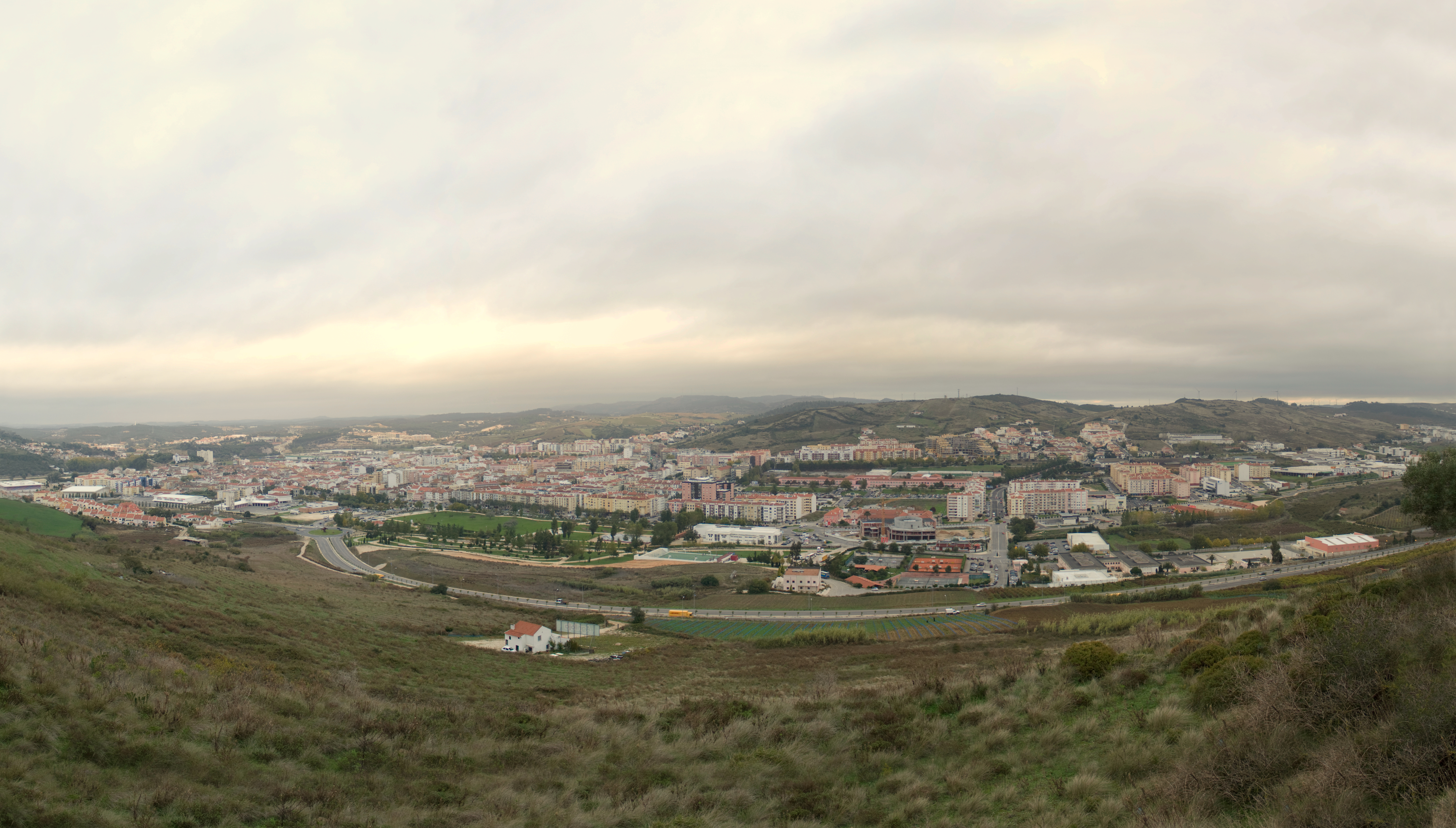
Torres Vedras

La municipalité est limitée au nord par la ville de Lourinhã, au nord-est par Cadaval, à l’est par Alenquer, au sud par Sobral de Monte Agraço et Mafra et à l’ouest par l’océan Atlantique.

## Démographie
| 1801   | 1849   | 1900   | 1930   | 1960   | 1981   |
| ------ | ------ | ------ | ------ | ------ | ------ |
| 17 244 | 15 021 | 35 726 | 47 917 | 58 837 | 65 039 |

| 1991   | 2001   | 2004   | 2008   | 2011   | - |
| ------ | ------ | ------ | ------ | ------ | - |
| 67 185 | 72 250 | 75 494 | 77 556 | 79 465 | - |

## Freguesias
- A-dos-Cunhados
- Campelos
- Carmões
- Carvoeira
- Dois Portos
- Freiria
- Maceira
- Matacães
- Maxial
- Monte Redondo
- Outeiro da Cabeça
- Ponte do Rol
- Ramalhal
- Runa
- Santa Maria do Castelo e São Miguel
- São Pedro da Cadeira
- São Pedro e Santiago
- Silveira
- Turcifal
- Ventosa

## Personnalités
- Joaquim Agostinho (1943-1984), coureur cycliste
- Manuel José Macário do Nascimento Clemente (1948), patriarche de Lisbonne
- Cristina Ferreira (1977), animatrice de télévision
- Aliénor de Portugal, Impératrice du Saint--Empire

## Jumelages
Villenave-d'Ornon (France) depuis 1993